# منورشاه بهادری
منور شاه بهادری (زاده ۱۳۴۶ ولسوالی شیندند - ولایت هرات) سیاستمدار افغانستانی و نماینده مردم ولایت هرات در دوره شانزدهم مجلس نمایندگان است. وی در مجلس شانزدهم نمایندگان افغانستان عضو کمیسیون اقتصاد ملی می‌باشد.

## زندگی‌نامه
منور شاه بهادری زاده ۱۳۴۶ از ولسوالی شیندند ولایت هرات است. وی مدرک لیسانس خود را در دانشگاه هوایی کابل و سند ماستری/فوق لیسانس خود را در رشته حقوق و علوم سیاسی از دانشگاه آزاد هرات بدست آورد.

## دیگر فعالیت‌ها
دیگر فعالیت‌های وی:
- مهندس هوایی در ولایت قندهار٬ فراه٬ هرات و نیمروز.
- فعالیت تجاری.